# Allégorie du Vice (Le Corrège)
L'Allégorie du Vice est une huile sur toile peinte par le Corrège autour de 1531 et mesurant 149 × 88 cm. Cette toile, ainsi que son pendant, l'Allégorie de la Vertu ont été peints ensemble pour le studiolo italien d'Isabelle d'Este à Mantoue.

## Description
Influencé par le Laocoon, la figure masculine centrale est parfois considérée comme une personnification du Vice, mais aussi, comme Silène ou Vulcain. Il a même été identifié comme Apollon et Marsyas par l'auteur de l'inventaire de la Collection Gonzague de 1542. Ce malentendu peut avoir contribué à un Apollon et Marsyas (en fait réalisé par l'école ou le cercle de Bronzino) étant historiquement imputé au Corrège. Le putto au premier plan est influencé par ceux de Raphaël de La Madone Sixtine.

## Historique
En 1542, après la mort d'Isabelle d'Este, les deux toiles étaient disposées ensemble, de chaque côté de la porte d'entrée « dans la vieille cour près de la grotte », avec le Vice sur la gauche et la Vertu sur la droite. Après que le contenu du studiolo a  été dispersé, il est resté à Mantoue, au moins jusqu'en 1627, mais l'année suivante, il a été vendu à Charles Ier d'Angleterre. Après que celui ci a  été exécuté, il a été acheté par le cardinal Mazarin en 1661, et plus tard par le banquier Everhard Jabach, qui l'a par la suite vendu à Louis XIV, à Paris, réuni avec la Vertu. Ils sont tous les deux actuellement au   musée du Louvre.